# Scheune Bahnhofstraße 5

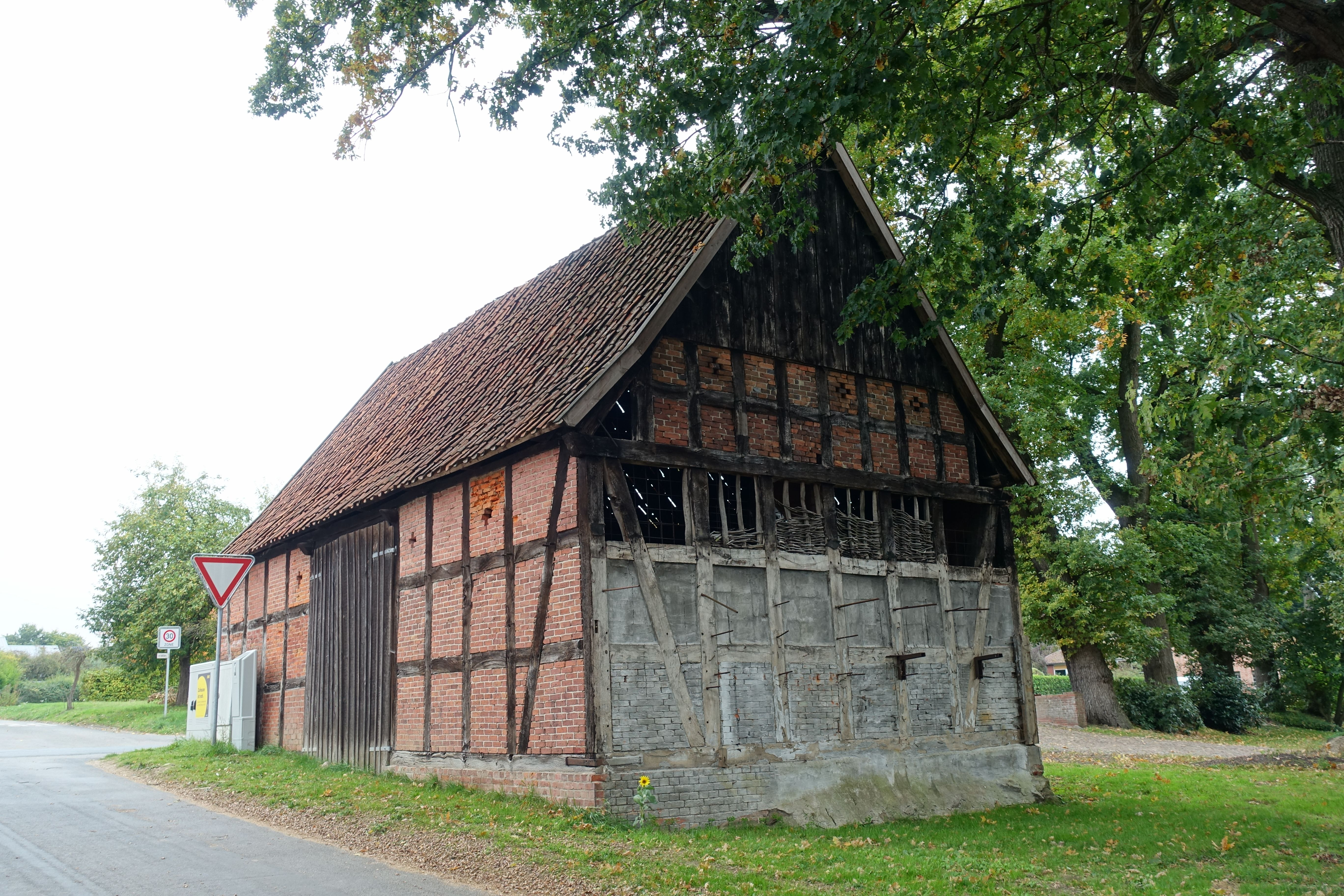
Südost- und Nordostfassade (2022)

Die Scheune Bahnhofstraße 5, Ecke Gangstraße, in der niedersächsischen Gemeinde Gyhum wurde in der ersten Hälfte des 19. Jahrhunderts gebaut. Aktuell (2025) wird sie wohl gewerblich genutzt.
Das Gebäude steht unter Denkmalschutz (siehe auch Liste der Baudenkmale in Gyhum).

## Geschichte und Beschreibung
Als Geihem wurde 1219 der Ort bezeichnet, der zur Börde Gyhum in der heutigen Samtgemeinde Zeven im Landkreis Rotenburg (Wümme) gehört. 
Das eingeschossige, giebelständige Gebäude in Fachwerk mit Steinausfachungen, am nordöstlichen Giebel mit Lehmstaken, ziegelgedecktem Satteldach, regionaltypischen senkrechten Verbretterungen in den oberen Giebeldreiecken und mittiger Querdurchfahrt wurde um 1820 in der Hofanlage Bahnhofstraße 5 gebaut. Unter der nördlichen Haushälfte befindet sich ein ehemaliger Kartoffelkeller.
Das Landesdenkmalamt befand u. a.: „… ein regionstypischer Scheunenbau aus der ersten Hälfte des 19. Jahrhunderts ….“